# Picocel·la

Picocel·es: amplada típica fins a 200 metres

Una picocel·la és una petita estació base cel·lular que sol cobrir una àrea petita, com ara la construcció (oficines, centres comercials, estacions de tren, borses de valors, etc.) o més recentment en avió. A les xarxes cel·lulars, els picocel·less solen utilitzar-se per estendre la cobertura a les zones interiors on els senyals exteriors no arriben bé, o per afegir capacitat de xarxa a zones amb un ús molt dens del telèfon, com ara estacions de tren o estadis. Els Picocells ofereixen cobertura i capacitat en àrees difícils o costoses d'aconseguir mitjançant l'aproximació macrocel·lular més tradicional.

## Informació general
A les xarxes sense fils mòbils, com ara GSM, l'estació base del picocel·les sol ser d'un cost baix, petit (normalment la mida d'una raima de paper A4), una unitat bastant senzilla que es connecta a un controlador d'estació base (BSC). Es connecten diversos "caps" de picocel·less a cada BSC: el BSC realitza la gestió de recursos de ràdio i les funcions de lliurament i agrupa les dades que es passen al centre de commutació mòbil (MSC) o al node de suport de la passarel·la GPRS (GGSN).
La connectivitat entre els caps de picocel·les i el BSC normalment consisteix en el cablejat de construcció. Tot i que els sistemes desplegats originalment (1990) utilitzaven enllaços plesiòcronos digitals (PDH), com ara enllaços E1 / T1, els sistemes més recents utilitzen el cablejat Ethernet. Els avions usen enllaços per satèl·lit.
Un treball més recent ha desenvolupat el concepte cap a una unitat principal que conté no només un picocel·les, sinó també moltes de les funcions del BSC i algunes de les MSC. Aquesta forma de picocel·les és de vegades anomenada estació base d'accés o " femtocel·les d' empresa". En aquest cas, la unitat conté tota la capacitat necessària per connectar-se directament a Internet, sense necessitat de la infraestructura BSC / MSC. Aquest és un enfocament potencialment més rendible.
Picocells ofereix molts dels avantatges de les " petites cèl·lules " (similars a les femtocel·les), ja que milloren el rendiment de les dades per als usuaris mòbils i augmenten la capacitat de la xarxa mòbil. En particular, la integració de picocel·les amb macrocel·les a través d'una xarxa heterogènia pot ser útil en màquines sense sortida i augment de capacitat de dades mòbils.
Les Picocells estan disponibles per a la majoria de tecnologies cel·lulars, incloent GSM, CDMA, UMTS i LTE de fabricants incloent ip.access, ZTE, Huawei i Airwalk.

## Abast de les cel·les de telefonia mòbil
Típicament, el rang d'una macrocel·la de telefonia mòbil té una abast de fins a 20 quilòmetres, el d'una microcel·la és inferior als dos quilòmetres, el d'una picocel·la és d'uns 200 metres o menys i el d'una femtocel·la de l'ordre dels 10 metres. Cal remarcar que tot i que AT&T anomena "MicroCell" un producte seu amb abast d'uns 40 peus (12 m), utilitza "AT&T 3G MicroCell" com una marca comercial i no necessàriament perquè empri la tecnologia "microcell".